# سمی اجایی
سمی اجایی (انگلیسی: Semi Ajayi؛ زادهٔ ۹ نوامبر ۱۹۹۳) بازیکن فوتبال اهل بریتانیا است.
از باشگاه‌هایی که در آن بازی کرده‌است می‌توان به باشگاه فوتبال چارلتون اتلتیک، باشگاه فوتبال دارتفورد، باشگاه فوتبال آرسنال، باشگاه فوتبال کاردیف سیتی، باشگاه فوتبال ای‌اف‌سی ویمبلدون، و باشگاه فوتبال کرو آلکساندرا اشاره کرد.